# Raon-l'Étape
Raon-l'Étape è un comune francese di 6 796 abitanti situato nel dipartimento dei Vosgi nella regione del Grand Est.

## Società

### Evoluzione demografica
Abitanti censiti